# Лопатинці (Тульчинський район)
Лопати́нці — село в Україні, у Шпиківській селищній громаді Тульчинського району Вінницької області. Населення становить 322 особи.

## Розташування
Село розташоване у північно-західній частині Тульчинського району.
Сусідні населені пункти:
На території села знаходиться великий ставок.

## Населення

### Мова
Розподіл населення за рідною мовою за даними перепису 2001 року:
| Мова            | Кількість | Відсоток |
| --------------- | --------- | -------- |
| українська      | 315       | 97.83%   |
| російська       | 4         | 1.24%    |
| білоруська      | 1         | 0.31%    |
| румунська       | 1         | 0.31%    |
| інші/не вказали | 1         | 0.31%    |
| Усього          | 322       | 100%     |

## Історія

### У складі Речі Посполитої
Перша письмова згадка про село датується 1590 роком, Лопатинці згадуються як власність шляхтичів Лопатинських.
В XVI столітті входило до складу Брацлавського воєводства.

### У складі Російської імперії
1793 року Лопатинці внаслідок поділу Речі Посполитої переходять у володіння Російської імперії. Входять до складу Краснянської волості Ямпільського повіту Подільської губернії. Станом на 1885 рік, у селі проживало 853 особи, налічувалося 127 дворових господарств, діяли: православна церква, школа, лікарня, бурякоцукровий завод.
1892 існувало 199 дворових господарств, проживало 1094 мешканці.
1905 року у селі, що належало барону Арісту Арістовичу Масу, існувало 261 дворове господарство, проживало 1327 мешканців.
7 (20) листопада 1917 року, відповідно до Третього Універсалу Української Центральної Ради, увійшло до складу Української Народної Республіки.
12 червня 2020 року, відповідно до Розпорядження Кабінету Міністрів України від  № 707-р «Про визначення адміністративних центрів та затвердження територій територіальних громад Вінницької області», увійшло до складу Шпиківської селищної територіальної громади.
19 липня 2020 року, в результаті адміністративно-територіальної реформи та ліквідації Тульчинського район(1923 — 2020), село увійшло до складу новоутвореного Тульчинського району.

## Релігія
В Лопатинцях діє дерев'яний храм Покрови Пресвятої Богородиці Української Православної Церкви Московського патріархату.

## Пам'ятники та архітектура
В селі встановлені такі пам'ятники:
- Пам'ятник українському письменнику Михайлу Коцюбинському (48°48′48.3″ пн. ш. 28°21′51.3″ сх. д. / 48.813417° пн. ш. 28.364250° сх. д.).
- Обеліск воїнам-односельчанам, загиблим у Другій світовій війні (48°48′44.9″ пн. ш. 28°22′09.5″ сх. д. / 48.812472° пн. ш. 28.369306° сх. д.).

На території села знаходиться пам'ятка історії місцевого значення — будинок, у якому жив письменник Михайло Коцюбинський (XIX століття).

## Відомі люди
В період з 1891 по 1892 роки, у селі жив та вчителював український письменник Михайло Коцюбинський. Тут він написав свої оповідання «Харитя», «Ялинка», «П'ятизлотник», повість «На віру», віршовану казку «Завидющий брат».

## Галерея

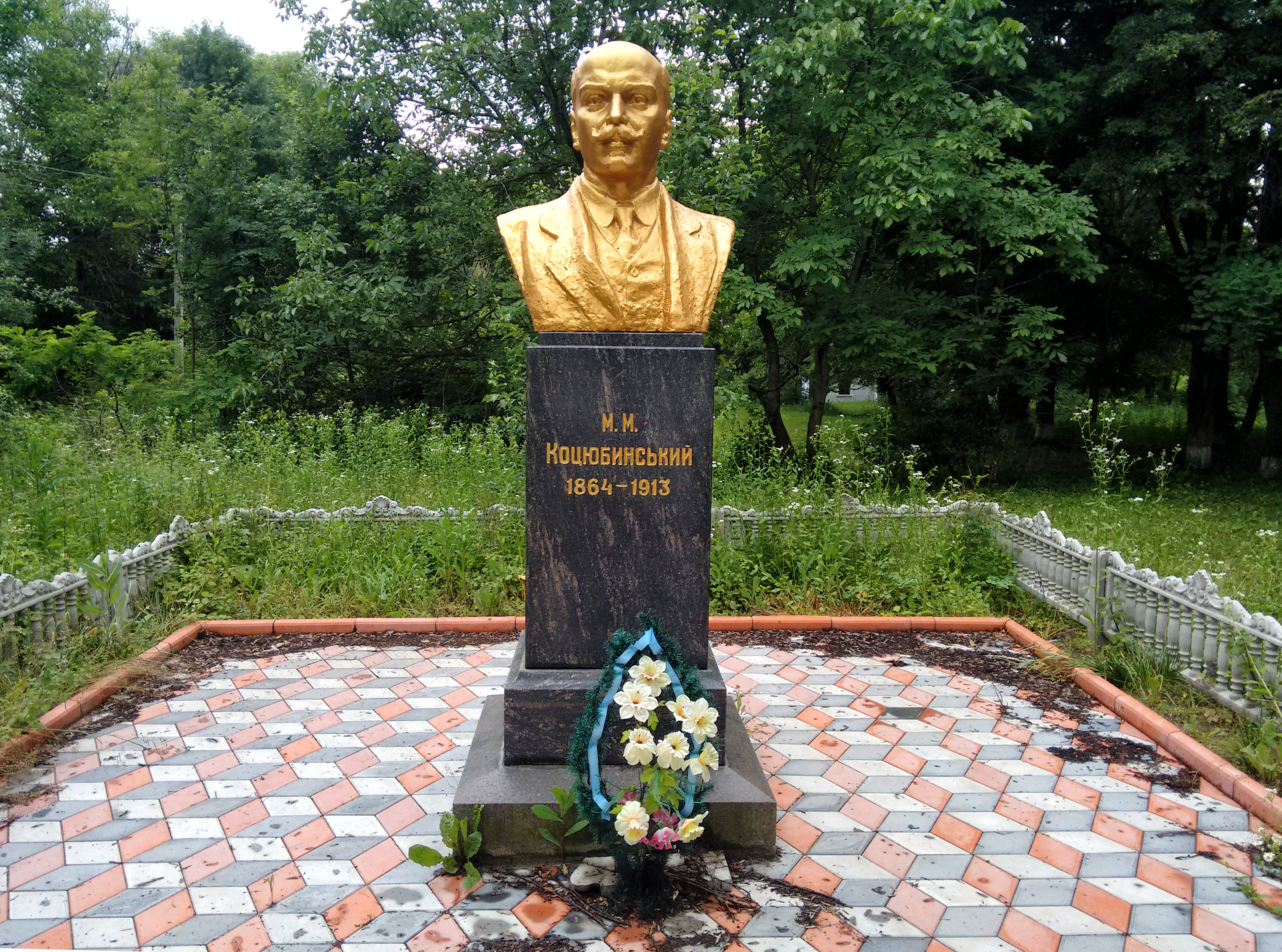
Пам'ятник Михайлу Коцюбинському
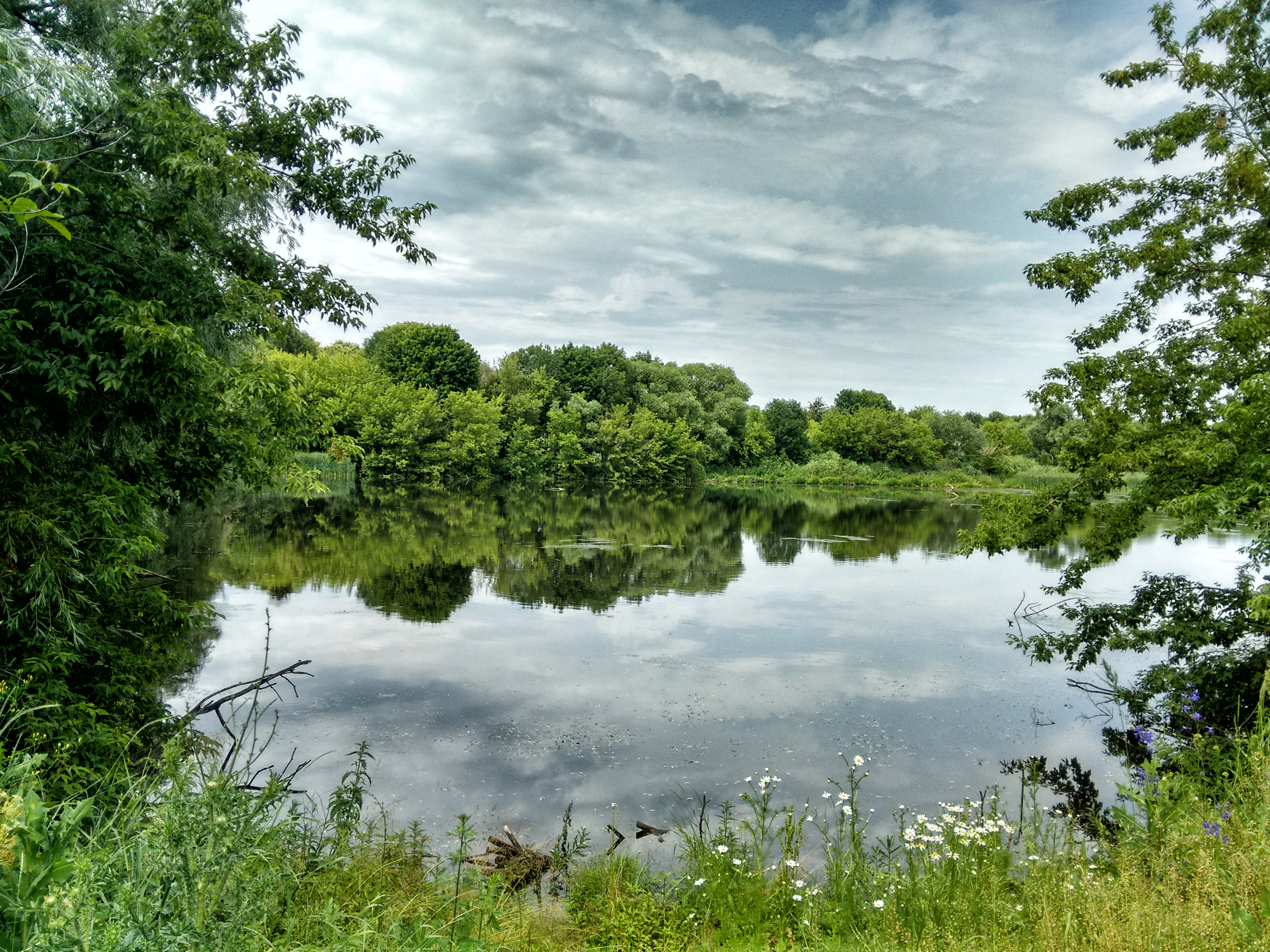
Ставок
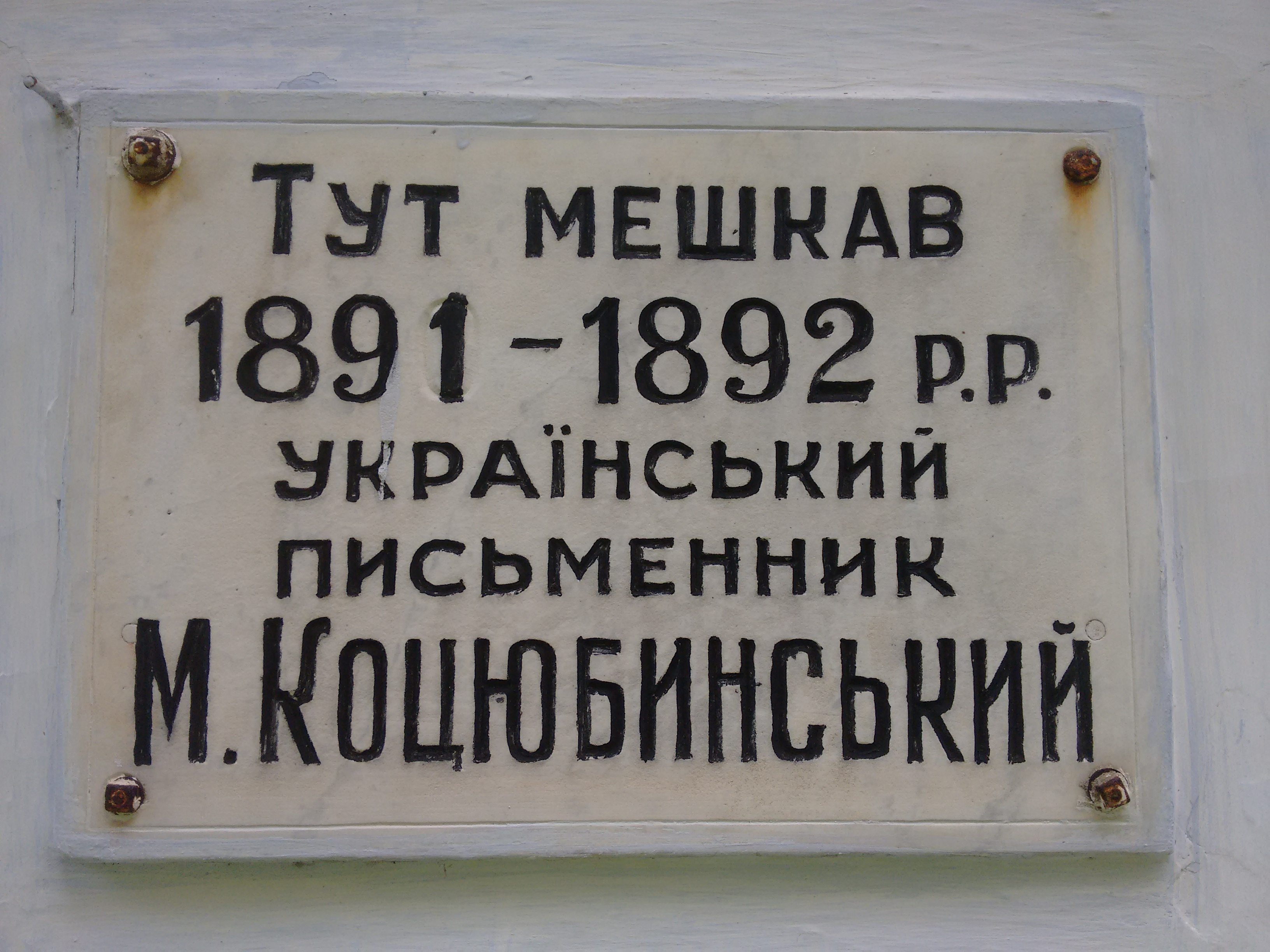
Меморіальна дошка на честь Михайла Коцюбинського